# Nuevo Pedregal
Nuevo Pedregal är en ort i Mexiko.   Den ligger i kommunen Ocosingo och delstaten Chiapas, i den sydöstra delen av landet, 900 km öster om huvudstaden Mexico City. Nuevo Pedregal ligger 111 meter över havet och antalet invånare är 197.
Terrängen runt Nuevo Pedregal är huvudsakligen kuperad. Nuevo Pedregal ligger nere i en dal. Runt Nuevo Pedregal är det glesbefolkat, med 16 invånare per kvadratkilometer. Närmaste större samhälle är Nueva Palestina, 19,1 km sydväst om Nuevo Pedregal. I omgivningarna runt Nuevo Pedregal växer i huvudsak städsegrön lövskog.